# Hapoel Haifa
Hapoel Haifa FC er en israelsk fodboldklub fra byen Haifa. Klubben spiller i den bedste israelske liga, Ligat ha'Al og har hjemmebane på Kiryat Eliezer Stadion. Klubben blev grundlagt 24. april 1924, og har siden da sikret sig ét israelsk mesterskab og én pokalturnering.

## Titler
- Israelske Mesterskab (1): 1999

- Israelske Pokalturnering (1): 2001